# Los Algodones
Los Algodones est un village de l'État de Basse-Californie au Mexique. C'est le point le plus au nord du pays, à la frontière avec les États-Unis. Son nom officiel est Vicente Guerrero.
Los Algodones est communément appelé Molar City (« Ville Molaire ») en raison de centaines de dentistes ouverts aux Américains à la recherche de soins dentaires à prix abordable.

## Toponymie
Los Algodones signifie « les plants de coton » ; l'origine de ce nom demeure inconnue.

## Économie
Los Algodones est devenu une attraction touristique populaire ces dernières années en partie grâce aux magasins et restaurants bon marché ainsi qu'aux soins médicaux et aux médicaments sur ordonnance. Son climat chaud et sec attire un bon nombre de touristes des États-Unis et du Canada qui séjournent en hiver dans les villes voisines de Yuma (Arizona) et de Winterhaven (Californie). Les excursions organisées à partir de la vallée de Coachella sont également populaires parmi les seniors.

### Soins sanitaires

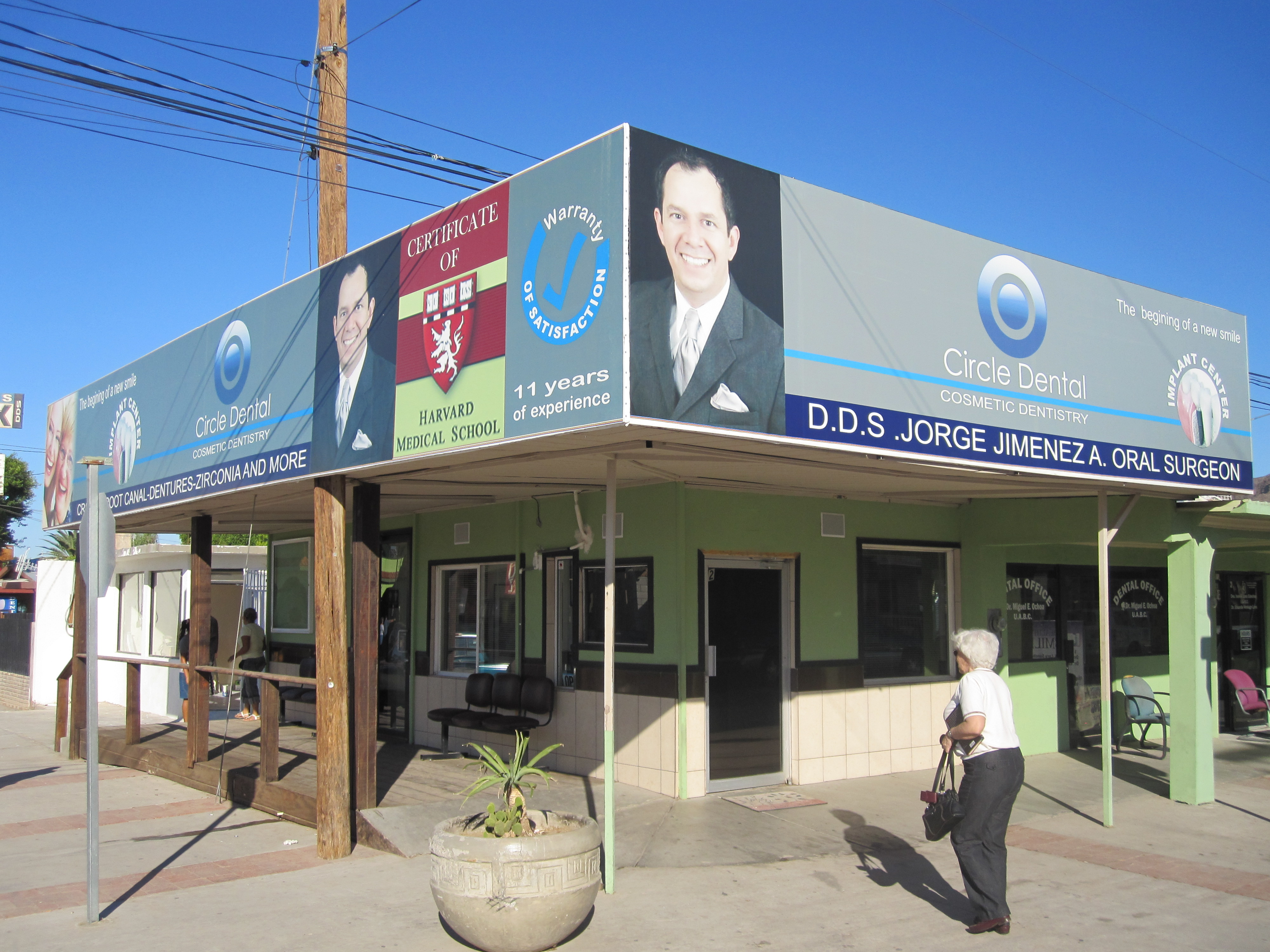
Un cabinet dentaire.

La popularité des ordonnances bon marché et des soins médicaux destinés aux personnes âgées canadiennes et américaines a entraîné le déploiement des pharmacies, des opticiens et des cabinets dentaires depuis les années 1980. Ils ont surpassé de nombreux magasins et restaurants en plein air de l'autre côté de la frontière et aujourd'hui la ville se tourne davantage vers la médecine que le tourisme. En 2019, avec près de 5 000 résidents permanents, Los Algodones compte 350 cabinets dentaires et un nombre estimé de 600 dentistes, qui reçoivent chaque jour[Quand ?] entre 2 000 et 4 000 touristes canadiens et américains non assurés (qui économisent de 40 à 60 %).
Néanmoins, un certain nombre de boutiques et de restaurants subsistent et la ville capitalise sur le commerce touristique avec des fêtes fréquentes tout au long de l'année, notamment autour de la saison de Noël.

## Transport
Transportes Miguel Siga, une compagnie de bus privée, assure le service entre Mexicali et Los Algodones. Yuma County Area Transit fournit un service d'Andrade à Yuma.